# Pedro Burmester
Pedro Martins da Costa Burmester, connu sous le nom Pedro Burmester, né le 9 octobre 1963 à Porto, est un pianiste portugais.

## Discographie
- 1989 - J.S. Bach (CD, EMI-Valentim de Carvalho)[1]
- 1994 - Duetos (avec Mário Laginha) (CD, Farol Música)[2]
- 1998 - Chopin (CD, BMG Portugal)[3]
- 2001 - The Circle of Life (avec Alexei Eremine) (CD, Fine Arts, Áustria)[4]
- 2007 - 3 Pianos (avec Bernardo Sassetti et Mário Laginha)  (DVD, Incubadora d'Artes)[5]